# Militärwesen (Zeitschrift)
Militärwesen – Zeitschrift für Militärpolitik war eine militärische Fachzeitschrift in der DDR. Die Zeitschrift erschien erstmals im März 1957, ein Jahr nach Gründung der NVA. Zeit ihres Bestehens war Militärwesen nicht über den normalen Pressevertrieb erhältlich, sondern wurde nur an Berufsoffiziere der NVA und andere Berechtigte abgegeben. Zusätzlich zur normalen Ausgabe gab es die Ausgabe Militärwesen (VVS) (Vertrauliche Verschlußsache), die dem Geheimnisschutz unterlag. Im Juli 1990 wurde die Zeitschrift Militärwesen eingestellt, also noch vor Übernahme der Ausrüstung und von Teilen des Personalbestands der NVA durch die Bundeswehr im Zuge der Wiedervereinigung.

## Geschichte
Die Zeitschrift wurde 1957 das erste Mal verlegt und gehörte damit zusammen mit der Wochenzeitung Volksarmee und der Armeerundschau für die Mannschaften zu den drei ältesten Zeitschriften aus dem Militärverlag der DDR. In den folgenden Jahren erschienen in diesem Verlag eine Reihe von weiteren Zeitschriften, die sich an die verschiedenen Waffengattungen richteten. 1971 wurden verschiedene Titel zusammengefasst und gemeinsamen Redaktionen zugeordnet. Die drei Titel Luftverteidigung (1966–1971), Marinewesen (1962–1971) und rückwärtige dienste (1962–1971) gingen dabei in der Zeitschrift Militärwesen auf. Von 1972 bis 1975 erschien Militärwesen in drei verschiedenen Ausgaben, zusammengesetzt aus dem von einer Mantelredaktion produzierten allgemeinen Teil und jeweils einem Spezialteil für die drei verschiedenen Teilstreitkräfte. Ausgabe (A) war für die Landstreitkräfte vorgesehen. Spezielle Belange der Luftstreitkräfte/Luftverteidigung wurden in der Ausgabe (B) abgehandelt, während Themen der Volksmarine sich in der Ausgabe (C) befanden.
Als Empfänger der Zeitschrift waren Offiziere ab der Dienststellung Bataillonskommandeur und Gleichgestellte vorgesehen, dazu Lehroffiziere an militärischen Hochschulen sowie höhere Offiziere in den anderen bewaffneten Organen wie zum Beispiel Polizei und Staatssicherheit. Militärwesen wurde mit der Dienstpost ausgeliefert und trug den Vermerk Nur für den Dienstgebrauch. Die gedruckte Auflage stieg von 16.500 Exemplaren 1957 auf 29.800 in 1971 bis auf 40.300 Exemplare 1985. Mit der Ausgabe 7/1990 wurde die Zeitschrift Militärwesen eingestellt. Letzter Chefredakteur war Wolfgang Wünsche, der den Dienstgrad Oberst trug.

## Vertrauliche Ausgabe Militärwesen (VVS)
Eine Besonderheit der Zeitschrift war die Existenz einer Zweitausgabe (VVS) mit der Geheimhaltungsstufe Vertrauliche Verschlußsache. Da die Geheimhaltungsbestimmungen in der NVA sehr rigoros waren, wurden Fragen der Gefechts- und Mobilmachungsbereitschaft sowie bestimmte technische Details nicht in der „offenen“ Ausgabe der Zeitschrift behandelt, sondern nur in der Militärwesen (VVS). Der Bezug dieser Ausgabe stand nur Kommandeuren ab Ebene Truppenteil (Regiment oder selbständige Abteilung) und Gleichgestellten zu. Die Ausgabe wurde per Kurier zugestellt, und über Übergabe und Verbleib wurde nach aufwendigen Regeln Buch geführt.